# Kay Bailey Hutchison

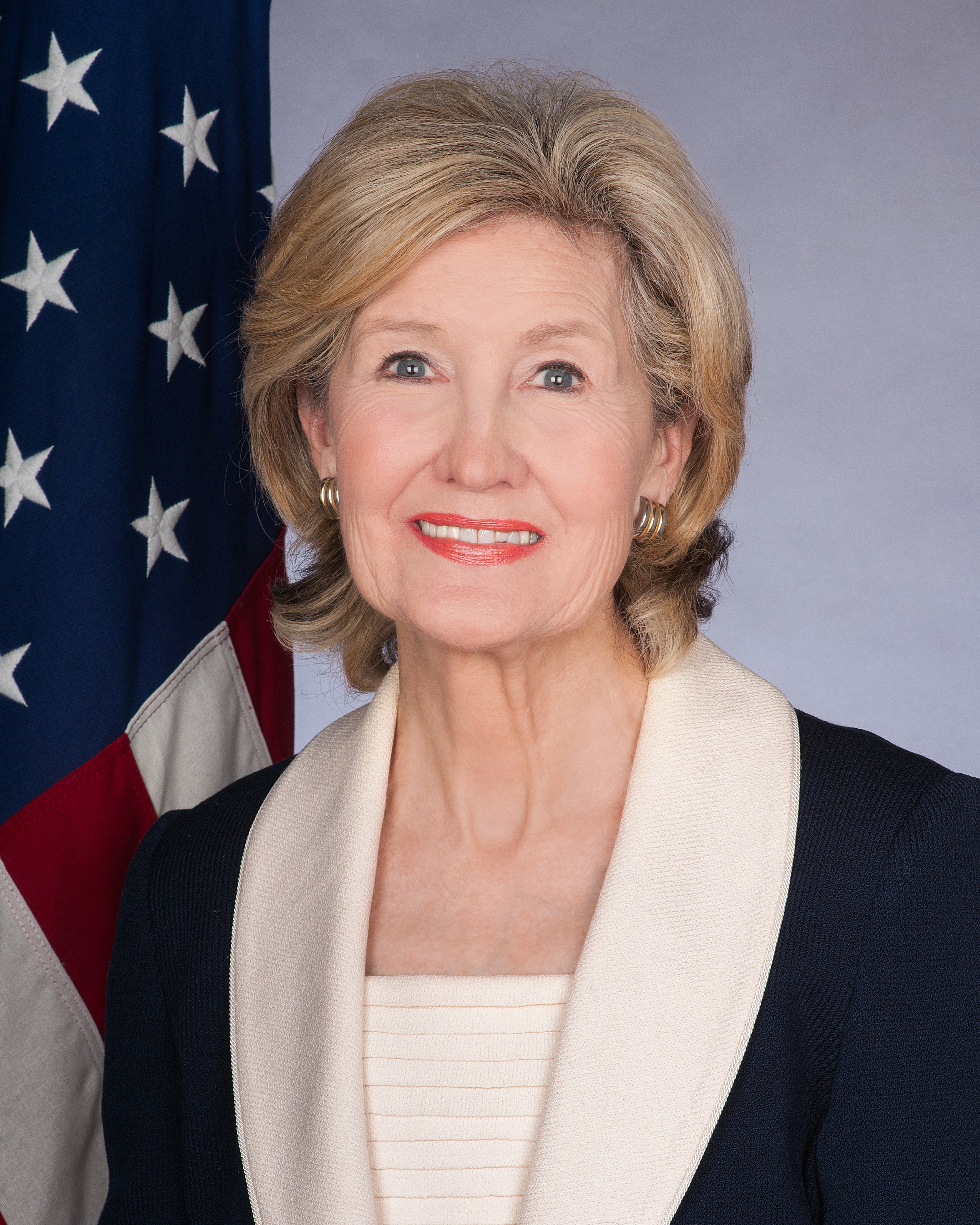
Kay Bailey Hutchison (2017)

Kathryn Ann „Kay“ Bailey Hutchison (* 22. Juli 1943 in Galveston, Texas) ist eine US-amerikanische Politikerin der Republikanischen Partei. Von 1993 bis 2013 vertrat sie den Bundesstaat Texas im US-Senat.

## Leben
Hutchison wurde 1943 in Galveston geboren. Sie wuchs in La Marque auf und studierte an der University of Texas in Austin. Dort graduierte sie 1967. Von 1972 bis 1976 war sie Abgeordnete im Repräsentantenhaus von Texas. 1982 strebte sie die Wahl ins Repräsentantenhaus der Vereinigten Staaten an, unterlag aber in der Primary ihrer Partei dem später auch bei der eigentlichen Wahl siegreichen Steve Bartlett. Ab 1990 übte sie das Amt des State Treasurer von Texas aus.
1993 wurde sie in einer Sonderwahl in den US-Senat gewählt, um dort den vakant gewordenen Sitz des Demokraten Lloyd Bentsen zu übernehmen. Bentsen hatte sein Mandat niedergelegt, um US-Finanzminister zu werden. Sein ernannter Interimsnachfolger Bob Krueger unterlag Hutchison deutlich. Sie wurde 1994, 2000 sowie 2006 wiedergewählt. Im Senat war sie unter anderem Mitglied des Handels-, Wissenschafts- und Verkehrsausschusses sowie des Bewilligungsausschusses.
Im Jahr 2010 bewarb sie sich in der Primary ihrer Partei um das Gouverneursamt in ihrem Heimatstaat Texas. Sie verfehlte die Nominierung für die Wahlen im November allerdings deutlich gegen Amtsinhaber Rick Perry, der anschließend auch von den Wählern bestätigt wurde. Im Januar 2011 gab Hutchison dann bekannt, dass sie bei den Senatswahlen 2012 nicht erneut antreten werde. Sie erklärte, sie habe diesen frühen Zeitpunkt für die Verlautbarung gewählt, um den Bürgern von Texas genug Zeit zu geben, damit diese den richtigen Nachfolger für sie finden können. Als potenzielle Bewerber galten der Vizegouverneur von Texas, David Dewhurst, und der Attorney General des Staates, Greg Abbott, die beide im Vergleich zu Hutchison als deutlich konservativer galten. Auf demokratischer Seite wurde Bill White gehandelt, der die Gouverneurswahl 2010 gegen Rick Perry verlor. Bei der Wahl konnte sich dann Ted Cruz durchsetzen.
2015 wurde Hutchison in die American Academy of Arts and Sciences gewählt. Im August desselben Jahres wurde eine Straße in der texanischen Kleinstadt Portland nach ihr benannt.
Am 29. Juni 2017 nominierte US-Präsident Donald Trump Hutchison als Ständige Vertreterin der Vereinigten Staaten bei der NATO. Die Bestätigung durch den US-Senat erfolgte am 3. August desselben Jahres. Ihre Amtszeit endete mit der Übernahme der Präsidentschaft durch Joe Biden am 20. Januar 2021.